# Hieracium gemellum
Hieracium gemellum es una especie de planta con flor del género Hieracium, de la familia Asteraceae, orden Asterales.

## Distribución
Hieracium gemellum se distribuye por Suecia, Finlandia y Rusia.

## Taxonomía
Fue descrita científicamente por Almo. ex Elfstr.
Tratamiento taxonómico
La especie aparece registrada y publicada en Hier. Alp. Mittl. Skand.